# كينيث مارشال
كينيث مارشال (بالإنجليزية: Kenneth Marshall)‏ (و. 1950 – م) هو ممثل، وممثل تلفزيوني، من الولايات المتحدة الأمريكية، ولد في مدينة نيويورك.

## وصلات خارجية
- كينيث مارشال على موقع IMDb (الإنجليزية)
- كينيث مارشال على موقع ألو سيني (الفرنسية)
- كينيث مارشال على موقع أول موفي (الإنجليزية)
- كينيث مارشال على موقع أول موفي (الإنجليزية)
- كينيث مارشال على موقع قاعدة بيانات برودواي على الإنترنت (الإنجليزية)
- كينيث مارشال على موقع قاعدة بيانات الأفلام السويدية (السويدية)
- كينيث مارشال على موقع قاعدة بيانات الفيلم (الإنجليزية)
- كينيث مارشال على موقع كينوبويسك (الروسية)